# Antonín Šroufek
P. Stanislav Antonín Šroufek OSB (5. ledna 1914 Drásov – 22. říjen 1976 Počaply) byl český katolický kněz, člen řádu sv. Benedikta a osoba pronásledovaná komunistickým režimem.

## Životopis
Na kněze byl vysvěcen 25. června 1944 v katedrále sv. Víta v Praze. V letech 1945-1948 působil ve funkci kooperátora ve farnosti Praha-Břevnov. V letech 1948-1963 byl kaplanem a administrátorem v Broumově a excurrendo spravoval Šonov a Heřmánkovice, což však bylo na přelomu 50. let 20. století v době komunistického pronásledování církve zrušeno. Od roku 1953 jako duchovní působil v Ruprechticích, od roku 1958 Martínkovicích a od roku 1961 pak opětovně v Šonově. Od 25. června 1954 se nachází v registru Státní bezpečnosti, ovšem je obtížné uvést zda a jakého druhu byla jeho spolupráce se StB, protože 9. dubna 1963 byl zatčen a vzat komunistickým režimem do vazby. Po propuštění z vazby měl od 1. dubna 1968 spravovat po biskupu Otčenáškovi farnost Plotiště nad Labem a excurrendo Lochenice. Toto rozhodnutí však bylo zrušeno. Zemřel 22. října 1976 v Počáplech u Terezína ve farnosti, kterou tradičně duchovně spravovali benediktini. Pohřben byl 28. října 1976 na Městském hřbitově v Příbrami.

## Galerie

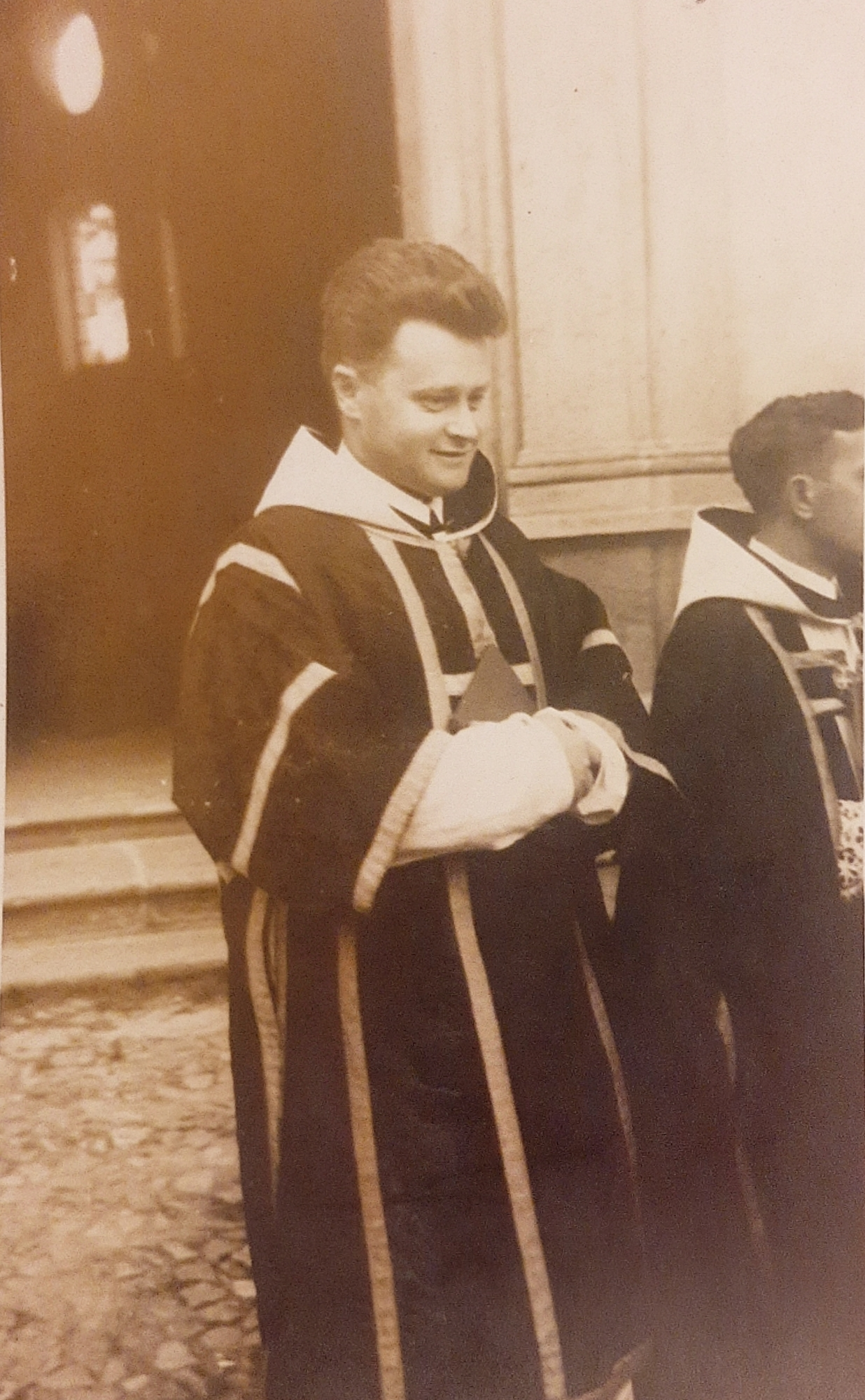
Páter Stanislav Antonín Šroufek
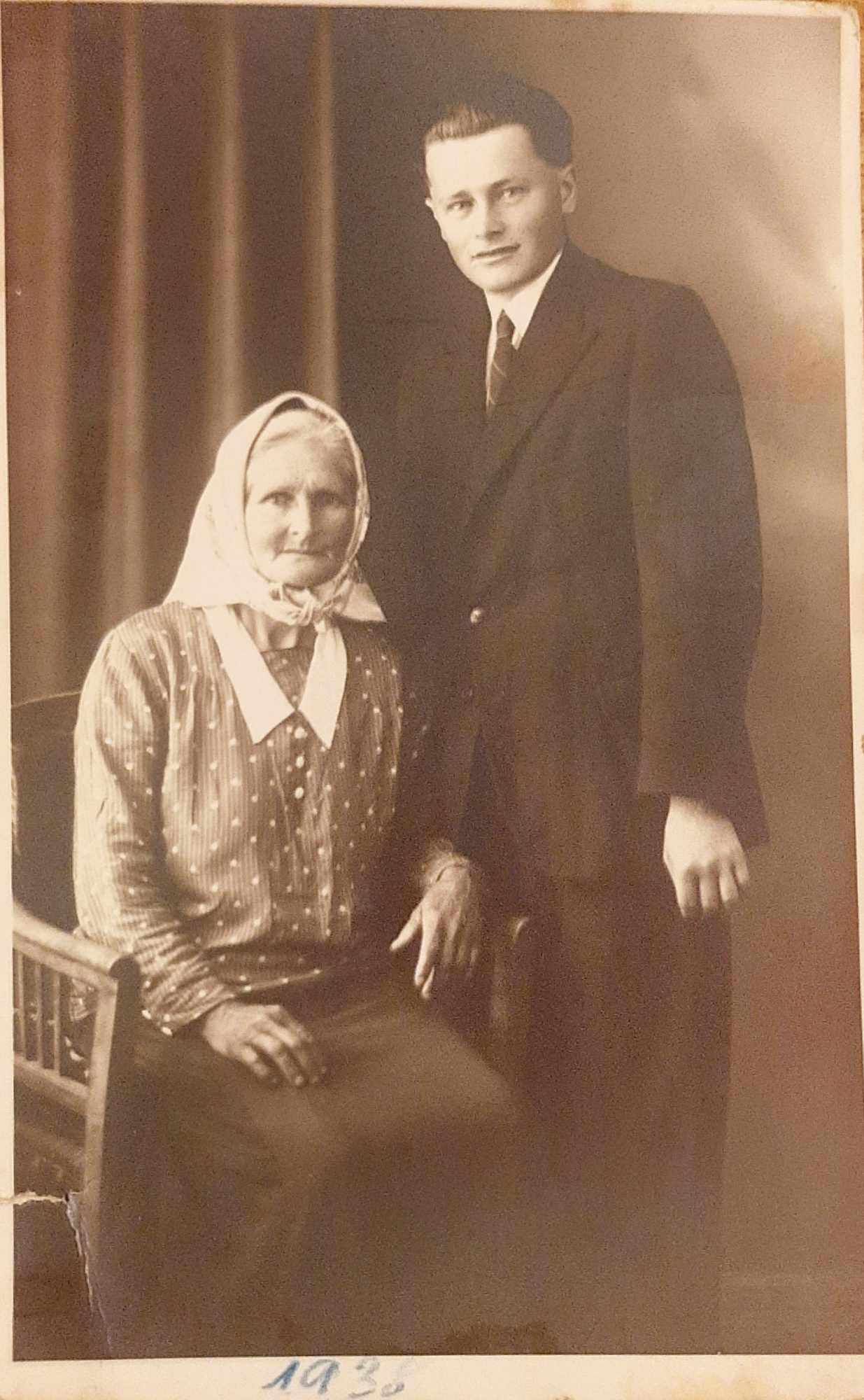
Antonín Šroufek se svojí matkou 1936
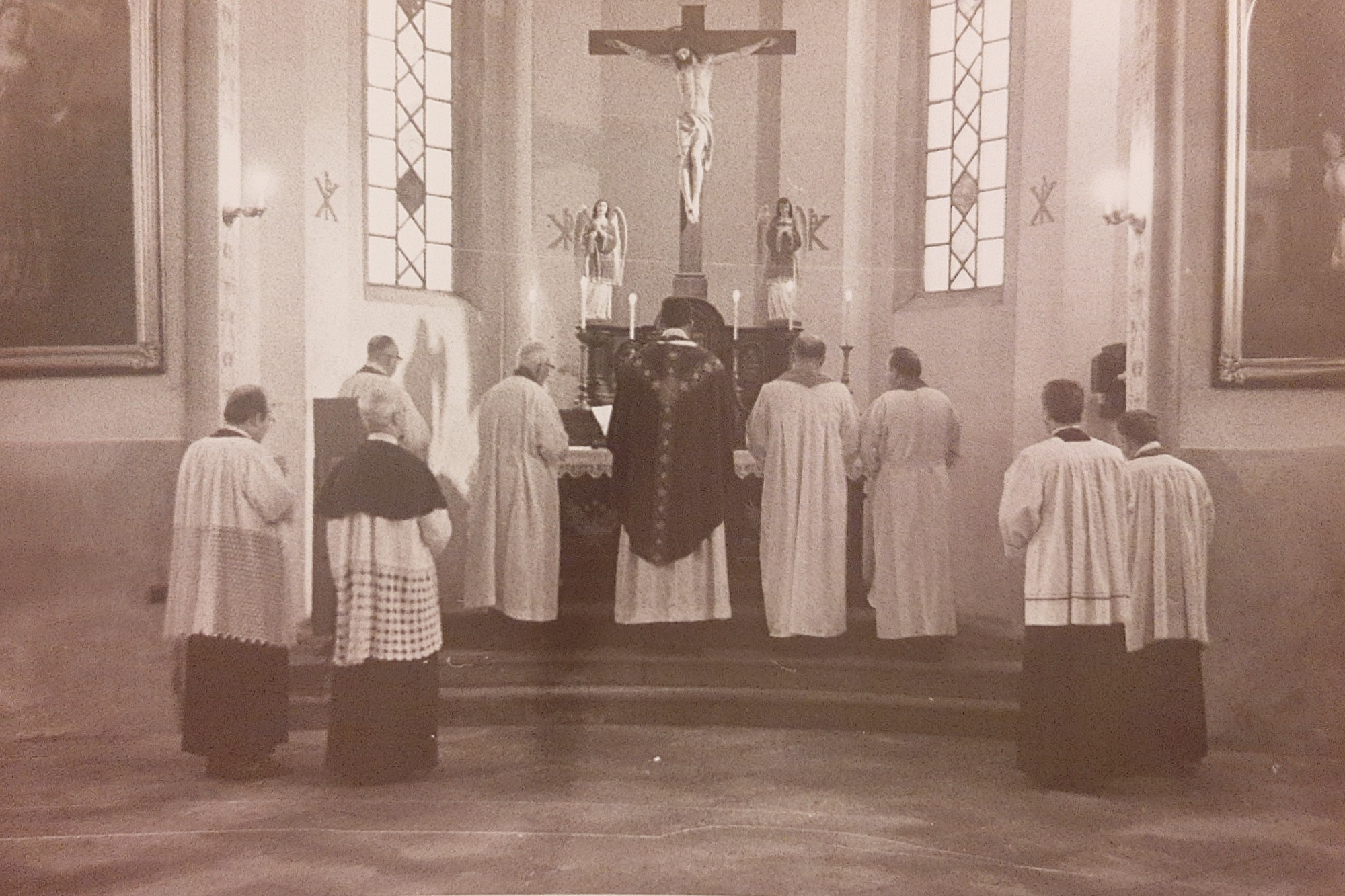
Pohřeb otce Stanislava Antonína Šroufka v Příbrami 28. října 1976 (forma extraordinardia, ad orientem)